# Lalalimola
Lalalimola es el pseudónimo de la ilustradora española Sandra Navarro (Valencia, 1984). 
Licenciada en Publicidad por la Universitat Jaume I (2002-2007) y en Bellas Artes por la Universitat Politècnica de València (2007-2012). Trabajó como diseñadora gráfica hasta que decidió enfocar su carrera hacia la ilustración. Además, ha trabajado como profesora en el departamento de Dibujo de Bellas Artes en la Universitat Politècnica de València.
Durante los primeros años de su carrera como ilustradora, trabajó principalmente en el sector literario infantil y juvenil a nivel nacional e internacional para editoriales como Penguin Random House, Simon & Schuster y Oxford University Press.
Progresivamente, su trabajo fue evolucionando hacia una línea más expresiva e ingeniosa ilustrando para revistas y periódicos principalmente. Entre otros, ha trabajado para The New Yorker, Los Angeles Times, GQ, Süddeutsche Zeitung Magazin, Wired, Tatler, Vanity Fair, Harvard Business Review y El País.
Entre otras distinciones, su trabajo ha sido reconocido por The Society of Illustrators, American Illustration, Latin American Illustration, Iberoamérica Ilustra y Bologna Children's Book Fair.

## Publicaciones
- Guía Hedonista, escrito por Jesús Terrés, CulturPlaza, Valencia, 2020.
- ¿Ésta bien pegar a un nazi?, escrito por Jaime Rubio Hancock, Libros del K.O., Spain, 2019.
- Dos Viejos Caballeros, escrito por Toño Malpica, Ediciones SM, Spain, 2018.
- Matchstick Monkey. Colours: A finger-trail adventure, Penguin Random House UK, London, 2018.
- Noodle Head, escrito por Giles Andreae, Penguin Random House UK, London, 2018.
- L’orso che non aveva mai voglia di fare nulla, escrito por Davide Cali, La Spiga Edizioni, Italy, 2018.
- Can You Tickle a Tiger's Tummy?, escrito por Sue Nicholson, QED Publishing, London, 2018.
- Can You Touch a Rainbow?, escrito por Sue Nicholson, QED Publishing, London, 2018.
- A Home for Gully, escrito por Jan Clegg, Oxford University Press, Oxford, 2017.
- ¿Quién hay dentro?, escrito por Mar Benegas, Combel, Barcelona, 2017.
- Vovô Gagà, escrito por Márcia Abreu, Editora Moderna, São Paulo, 2016.
- The Great Chocoplot, escrito por Chris Callaghan, Chicken House, Frome - Somerset, 2016.
- If Everything Were Pink, escrito por Hannah Eliot, Simon & Schuster, New York, 2015.
- If Everything Were Blue, escrito por Hannah Eliot, Simon & Schuster, New York, 2015.
- Le pondremos un bigote, escrito por Mar Benegas, Combel, Barcelona, 2015.

## Distinciones
- Elegida en American Illustration 39, 2020.
- Seleccionada en Illustrators 61 Exhibition por Society of Illustrators, 2019.
- Elegida en Latin American Illustration 7, 2018.[1]
- Premio Crítica Serra D'Or categoría Literatura Infantil y Juvenil 2018 (¿Quién hay dentro? escrito por Mar Benegas, Combel, Barcelona, 2018).[2]
- Seleccionada en Bologna Children's Book Fair Illustrators 2016 (Vovô Gagà, written by Márcia Abreu, Editorial Moderna, 2016).[3]
- Seleccionada en V Catálogo IberoAmerica Ilustra, 2014.
- Premio Plata de la ADCV categoría Envases y Embalajes, 2009 (Proyecto realizado para Pixelarte Creatividad, 2009).[4]